# Farrell–Markusjevitjs sats
Inom matematiken är Farrell–Markusjevitjs sats, bevisad oberoende av O. J. Farrell (1899–1981) och Alexej Markusjevitj år 1934, ett resultat om approximering av analytiska funktioner i en begränsad öppen mängd i komplexa planet med komplexa polynom. Satsen säger att de komplexa polynomen bildar en tät delmängd av Bergmanrummet av en domän begränsad av en enkel sluten Jordankurva.